# Staatliches Jüdisches Theater Bukarest

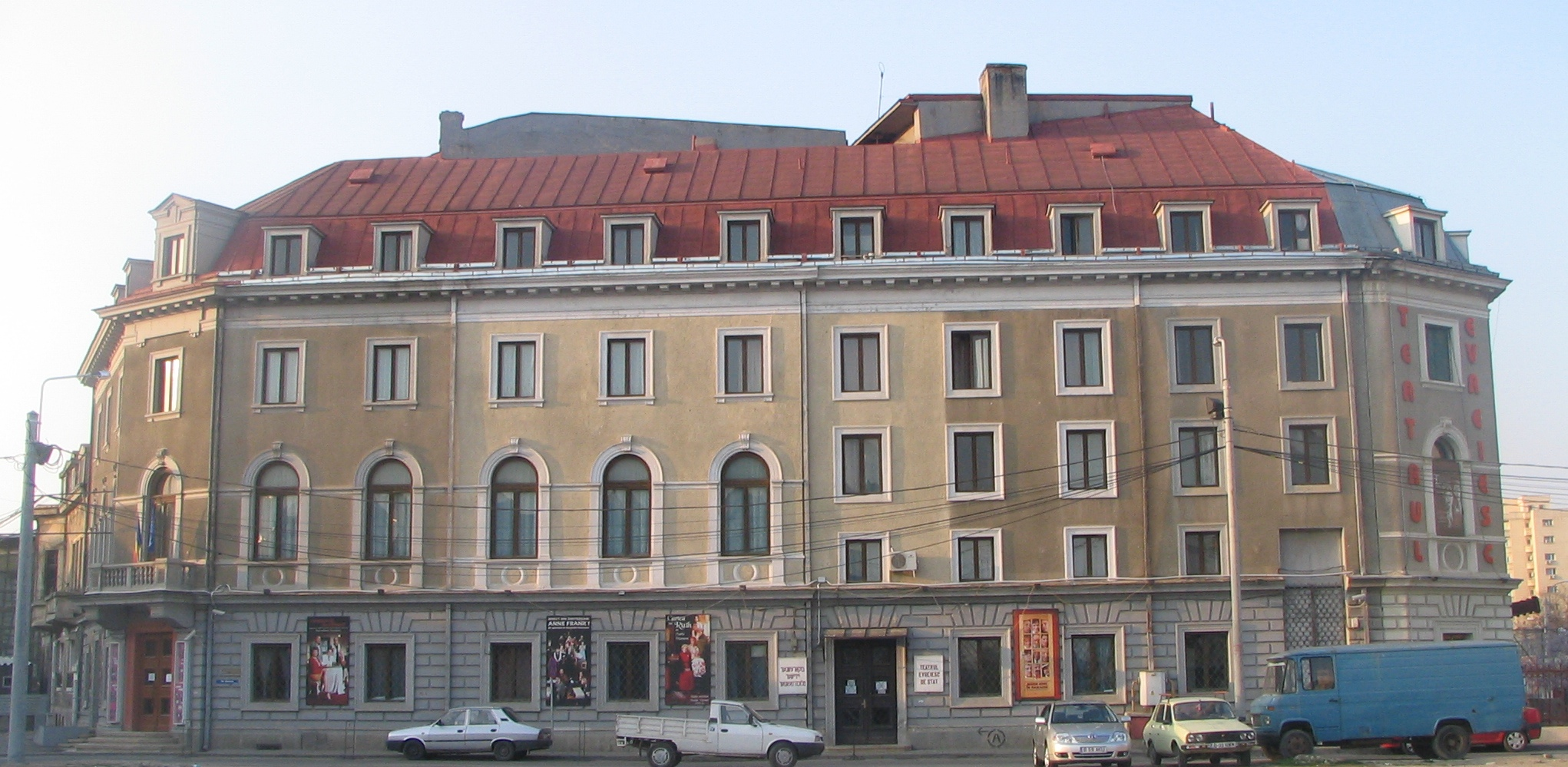
Jüdisches Theater Bukarest (2007)

Das Staatliche Jüdische Theater Bukarest (rumänisch Teatrul Evreiesc de Stat) ist ein Theater, das sich der Aufführung jüdischer Theaterstücke widmet.
Die Vorstellungen sind teilweise in jiddischer Sprache und werden ins Rumänische übersetzt.
Das Theater wurde 1941 gegründet als Barascheum, ein jüdisches Theater in rumänischer Sprache, weil während des Antonescu-Regimes Vorstellungen auf Jiddisch verboten waren. Der Name bezog sich auf den jüdischen Aufklärer Iuliu Barasch (1815–1865).
Seit 2012 ist Maia Morgenstern Direktorin. 